# Lordegan
 (mars 2025).
Si vous disposez d'ouvrages ou d'articles de référence ou si vous connaissez des sites web de qualité traitant du thème abordé ici, merci de compléter l'article en donnant les références utiles à sa vérifiabilité et en les liant à la section « Notes et références ».
Lordegan (en persan : لردگان) est une ville iranienne et le chef-lieu de la préfecture de Lordegan et de la province de Chahar Mahaal et Bakhtiari. Elle compte 22 728 habitants (en 2006).
Son nom est parfois transcrit Lordegān, Lordgān, Lordagān, Lordajān, Lordakān, Lord Jan ou Lurdagān.